# اجرای خارج از ترتیب
در مهندسی کامپیوتر، اجرای خارج از ترتیب یک الگوی مورد استفاده در اکثر ریزپردازنده‌ها با عملکرد بالا است که منجر به استفاده از چرخه دستورالعمل می‌شود که در غیر این صورت توسط نوع خاصی از تأخیر پرهزینه، تلف خواهد شد. در این الگو، یک پردازنده دستورالعمل موجود در دستورهای کنترل شده را به جای اجرای دستورهای اصلی توسط دسترسی به دادهٔ ورودی در برنامه اجرا می‌کند. در انجام این کار، پردازنده می‌تواند از بیکار ماندن جلوگیری کند؛ به این صورت که به جای اینکه منتظر بماند تا در دستورالعمل قبلی، داده‌ها دریافت شود، دستورالعمل بعدی را که فوراً آماده اجرا هست؛ اجرا کند.

## تاریخچه
اجرای خارج از ترتیب، یک شکل محدود از محاسبه‌های جریان داده‌ها است، که یک بخش مهم پژوهشی در معماری کامپیوتر در سال ۱۹۷۰ و اوایل سال ۱۹۸۰ بود. ‍‍‍‍‍‍‍‍‍‍‍ تحقیقات دانشگاهی مهم در این موضوع توسط دانشگاه ییل PATT و شبیه‌ساز HPSM او منجر شد. یک مقاله توسط James E. Smith و A.R. Pleszkunدر سال ۱۹۸۵ منتشر شده، که طرح آن توسط توصیف اینکه چگونه رفتار دقیق استثنا وقتی که دستورات را به ترتیب اجرا نمی کنیم می‌تواند نگهداری شود.
مسلماً اولین ماشینی که از اجرای خارج از ترتیب استفاده می‌کرد (CDC 6600 (1964 بود که از یک رتبه‌بندی برای حل برخورد استفاده می‌کرد.
در استفاده‌های مدرن، همانند رتبه‌بندی به عنوان ورود دستور در حال اجرا در نظر گرفته می‌شود، از جمله ماشین‌هایی که بر روی اولین برخورد raw می‌مانند.
حدود سه سال بعد، سیستم آی بی ام / ۳۶۰ مدل ۹1 (1966) الگوریتم توماسولو را معرفی کرد که باعث ساخت فرایند اجرای خارج از ترتیب شد. در سال ۱۹۹۰ آی بی ام اولین میکروپروسسور با اجرای خارج از ترتیب به نام power1 معرفی کرد، اگرچه اجرای خارج از ترتیب محدود به دستورهای ممیز شناور شد.
در کل دهه ۱۹۹۰ فرایند اجرای خارج از ترتیب شایع تر شد، و در IBM/Motorola PowerPC 601 (1993), Fujitsu/HAL SPARC64 (1995), Intel Pentium Pro (1995), MIPS R10000 (1996), HP PA-8000 (1996), AMD K5 (1996) و DEC Alpha 21264 (1998) برجسته تر بود. استثناهای قابل توجه در این مدل شامل Sun UltraSPARCهای HP/Intel Itanium Transmeta Crusoe اینتل اتم   معماری Silvermont و IBM POWER6 بود.
پیچیدگی منطقی طرح‌های اجرای خارج از ترتیب به این دلیل است که این تکنیک به ماشین‌های اصلی تا اواسط دهه ۱۹۹۰ نرسید. بسیاری از پردازنده‌های low-end برای بازارهای حساس به هزینه هنوز از این الگو استفاده نمی‌کنند به این علت که نواحی بزرگ سیلیکون نیاز به ساخت این کلاس از ماشین‌ها دارند. مصرف انرژی پایین نیز یک هدف دیگر طراحی است که برای رسیدن به طراحی اجرای خارج از ترتیب سخت‌تر است.

## مفهوم اساسی

### پردازنده‌های با اجرای به ترتیب
در پردازنده‌های قبلی، پردازش دستورالعمل به‌طور معمول در مراحل زیر انجام می‌شود:
1. واکشی دستورالعمل
2. اگر عملوندهای ورودی در دسترس هستند (به عنوان مثال در رجیستر) دستورالعمل به واحد تابعی مناسب اعزام می‌شود. اگر یک یا چند عملوند در طول سیکل ساعت فعلی در دسترس نباشند (به‌طور کلی به این دلیل که آن‌ها از حافظه واکشی می‌شوند)، پردازنده تا زمانی که آن‌ها در دسترس قرار بگیرند، منتظر می‌ماند.
3. دستورالعمل‌ها توسط واحدهای تابعی مناسب اجرا می‌شود.
4. واحدهای در حال کار  نتایج را به رجیستر فایل‌ها می‌نویسند.

### پردازنده با اجرای خارج از ترتیب
این الگوی جدید پردازش دستورالعمل را به این مراحل می‌شکند:
1. واکشی دستورالعمل
2. اعزام دستورالعمل به صف دستورالعمل (همچنین بافر دستورالعمل یا ایستگاه ذخیره نیز نامیده می‌شود)
3. دستورالعمل در صف منتظر می‌ماند تا عملوند ورودی آن در دسترس قرار گیرد. دستورالعمل پس از آن مجاز به ترک صف می‌شود
4. دستورالعمل به واحد عملکردی مناسب صادر و در آن واحد اجرا می‌شود.
5. نتایج نیز صف می‌بندند.
6. تنها پس از اینکه تمام دستورهای قدیمی تر نتایجشان به رجیستر فایل پس‌نویسی شد، سپس این نتایج به رجیستر فایل پس‌نویسی می‌شود. این فارغی یا حالت کناره‌گیری نامیده می‌شود.

مفهوم کلیدی پردازش خارج از ترتیب این است که اجازه می‌دهد پردازنده از یک کلاس از وقت کشی جلوگیری کند که هنگامی رخ می‌دهد که اطلاعات مورد نیاز برای انجام عملیات در دسترس نیست.
در طرح فوق، پردازنده خارج از ترتیب مانع از وقت کشی که در مرحله (۲) از پردازنده‌های به ترتیب رخ می‌دهد، می‌شود وقتی که دستورالعمل با توجه به داده‌های از دست رفته، به‌طور کامل آماده پردازش نمی‌شود.
پردازنده خارج از ترتیب این «شکاف» را هنگامی که دستورالعمل‌های دیگر که آماده هستند، پر می‌کنند، سپس نتایج را دوباره در پایان سفارش می‌دهد تا به نظر برسد که دستورالعمل به صورت عادی پردازش شده‌است. در این روش دستورهای در کد کامپیوتر اصلی مرتب می‌شوند که به عنوان برنامه مرتب‌کننده شناخته می‌شود، در پردازنده آن‌ها به ترتیب داده به کار گرفته می‌شوند، به ترتیب که در آن داده‌ها، عملوند، در ثبات پردازنده در دسترس است. مدار نسبتاً پیچیده مورد نیاز است برای تبدیل از یک سفارش به سفارش دیگر و حفظ ترتیب منطقی از خروجی؛ پردازنده خودش دستورالعمل به ظاهر تصادفی اجرا می‌کند.
مزیت پردازش خارج از ترتیب به عنوان دستورالعمل خط لوله رشد می‌کند و تفاوت سرعت بین حافظه اصلی (یا حافظه کش) کند و پردازنده وسیعتر می‌شود. بر روی ماشین آلات مدرن، پردازنده چندین برابر سریع تر از حافظه است. بنابراین یک پردازنده با اجرای به ترتیب بیشتر زمان خود را منتظر می‌ماند تا داده برسد، اما با اجرای خارج از ترتیب می توانیم تعداد زیادی از دستورالعمل های بعدی را پردازش کنیم.

## اعزام و جدا کردن موضوع به مسئله out-of-order اجازه می‌دهد
یکی از تفاوت‌های ایجاد شده توسط این الگوی جدید ایجاد صف است که اجازه می‌دهد تا مرحله اعزام از مرحله مسئله جدا شود و مرحله فراغت از مرحله اجرا جدا شود. یک نام اولیه برای الگوی معماری جدا شد. در اوایل پردازنده in-order، این مراحل را در lock-step و مد خط لوله اداره می‌کرد.
دستورالعمل برنامه که آن را اجرا می‌کرد، تا زمانی که نتیجه نهایی درست است ممکن بود که در جهت درست اجرا نمی‌شد.
آن با استفاده از بافر در پردازنده پایپلاین مرحله واکشی و رمزگشایی را از مرحله اجرا جدا می‌کند.
هدف بافر پارتیشن‌بندی دسترسی به حافظه و اجرای توابع در یک برنامه کامپیوتری است و دستیابی به کارایی بالا با بهره‌برداری از موازی سازی بین این دو است. در انجام این کار به‌طور مؤثر همه تاخیرهای حافظه از دیدگاه پردازنده پنهان است.
یک بافر بزرگتر می‌تواند، در تئوری، توان افزایش میابد. با این حال اگر یک پردازنده با misprediction پرش انجام دهد سپس کل بافر ممکن است نیاز به پاک سازی داشته باشد. به هدر رفتن بسیاری از چرخه‌های ساعت اثر مطلوب را کاهش می‌دهد. علاوه بر این، بافر بزرگتر ایجاد گرمای بیشتر می‌کند و فضای زیادی از die را اشغال می‌کند. به همین دلیل طراحان پردازنده امروز به طراحی چند نخی روی آورده‌اند.
معماری جداشونده به‌طور کلی اندیشه مفیدی برای اهداف محاسباتی نیست و همین‌طور آن‌ها کد فشرده کنترلی را به خوبی اداره نمی‌کنند.
کد فشرده کنترلی شامل چیزهایی مانند پرش‌های تو در تو که اغلب در هسته سیستم عامل به صورت متناوب رخ دهد، می‌باشد.
معماری جداشونده نقش مهمی در برنامه‌ریزی کلمه دستورالعمل بسیار طولانی (VLIW) معماری بازی می‌کند.
برای جلوگیری از وابستگی عملوند نادرست، که می‌تواند فرکانس را کاهش دهد هنگامی که دستورالعمل می‌تواند در خارج از ترتیب صادر شده، یک تکنیک به نام تغییر نام رجیستر استفاده شده‌است. در این طرح، رجیسترهای فیزیکی بیش از آن چیزی که توسط معماری تعریف شده وجود دارد. رجیسترهای فیزیکی علامت گذاری شده‌اند به طوری که نسخه‌های متعدد از رجیسترهای معماری یکسان می‌تواند هم‌زمان وجود داشته باشد.

## اجرا و انفصال بازنویسی اجازه می‌دهد تا برنامه مجدد راه اندازی شود
صف برای نتایج لازم است تا مسائل مانند پرش اشتباه پیش‌بینی شده و استثنا / تله را حل کند. صف نتایج اجازه می‌دهد تا برنامه‌ها بعد از یک استثنا دوباره راه اندازی شوند، که نیاز به دستورالعمل برای تکمیل شدن در برنامه دارند. صف اجازه می‌دهد تا نتایج را به توجه به mispredictions در دستورالعمل شاخه بزرگتر و استثناهای گرفته شده در دستورالعمل قدیمی تر دور انداخته شود.
صف اجازه می‌دهد تا نتایج ناشی از پیش‌بینی اشتباه در دستورالعمل پرش قدیمی تر و استثناهای گرفته شده در دستورالعمل قدیمی تر دور انداخته شود.
قابلیت صدور دستورالعمل پرش گذشته که تا کنون حل شده‌است به عنوان اجرای حدسی شناخته شده‌است.

## انتخاب میکرو-معماری
- آیا دستورالعمل به صف متمرکز یا به صف توزیع شده متعدد اعزام می‌شود؟

پردازندهٔ IBM PowerPC از صفی که در میان واحدهای مختلف کاربردی توزیع شده استفاده مس کند در حالی که پردازنده‌های دیگر out-of-order از یک صف متمرکز استفاده می‌کنند. آی بی ام از اصطلاح ایستگاه ذخیره دوره‌ای برای صف توزیع شده استفاده می‌کند.
- آیا صف نتایج واقعی وجود دارد یا نتایج به‌طور مستقیم به یک فایل رجیستر نوشته شده‌است؟ برای دومی، تابع صف با رجیسترمپ که اطلاعات باقی‌مانده رجیستر را نگه می‌دارد برای هر دستورالعمل در اعزام، به کار می‌رود.

پردازنده out-of-order اولیهٔ اینتل از یک صف نتایج اولیه استفاده می‌کند که بافر re order نامیده می‌شود، در حالی که بسیاری از پردازنده‌های out-of-order از مپ رجیستر استفاده می‌کنند.
دقت بیشتر: خانواده ریزپردازنده اینتل P6 دو بافر re order (ROB) و یک جدول رجیستر مستعار (RAT) دارند.ROB به طور عمده توسط بهبود پرش misprediction پیش می‌رود.
خانواده اینتل P6 در میان اولین ریزپردازنده OoOE بود، اما با معماری NetBurst جایگزین شد.
سال‌ها بعد Netburst به یک بن‌بست رسید به دلیل خط لوله طولانی آن که فرکانس عملیاتی را بسیار بالاتر برد.
سایر قسمت‌ها قادر به مطابفت با این فرکانس بالا نبودند که با توجه به مسئله دما و طراحی دیر بر اساس NetBurst، یعنی Tejas و Jayhawk لغو شدند. اینتل به طراحی P6 به عنوان اساس هسته و معماری میکرو Nehalem بازگشت.
Sandy Bridge و Ivy Bridge و معماری میکرو HASWELL یک حرکت از تکنیک‌های reordering مورد استفاده در P6 و تکنیک‌های reordering بکار گرفته شده از EV6 و P4 بدون خط لوله، هستند.
لوله.